# 福山市立精華中学校
福山市立精華中学校（ふくやましりつせいかちゅうがっこう）は広島県福山市金江町金見にある男女共学の公立中学校。

## 沿革
- 1949年5月1日 - 金江村立金江中学校と藤江村立藤江中学校が統合して金江村藤江村学校組合立精華中学校が発足する。
- 1954年3月31日 - 松永市発足により松永市立精華中学校と改称する。
- 1966年5月1日 - 福山・松永両市が統合して改めて福山市が発足したことに伴い福山市立精華中学校と改称する。
- 1989年4月1日 - 現在地に移転する。

## 校名の由来
校名の由来は、教育勅語にある次の一節にある「精華」からである。

## 概要
- 学区は旧松永市の南部を占める。学区の大部分は田園地帯で、東側は山岳地帯になる。瀬戸内海に面しており、海岸部ではアサリの養殖が行われている。
- 1970年代に福山市瀬戸町山北（さぼく）に通じる農免道路が開通してから利便性は向上したが、あまり宅地開発は行われておらず、人口は増えていない。

## 学区
- 特別の事情がない限り福山市立金江・藤江両小学校の児童全員が進学することになっている。各小学校の学区は以下の通りである。

福山市立金江小学校区
- 金江町

※金江町は同町を構成する二つの大字、すなわち金見と藁江から一文字ずつ採って命名された合成地名である。
福山市立藤江小学校区
- 藤江町

## 学区の地理

### 主要施設
- 広島県立福山少年自然の家

### 名所・旧跡・観光地
- みろくの里…福山市沼隈町に所在するように思われがちだが、敷地は精華中学校区にもかかっている。
- 福山市園芸センター

### 教育機関（小学校以上）
- 福山市立金江小学校
- 福山市立藤江小学校

## アクセス
- 最寄の鉄道駅はJR山陽本線松永駅である。そこからトモテツバスに乗り、野島バス停で下車。徒歩15分ほど。

## 備考
- 1989年までは福山市藤江町の広島県道47号鞆松永線沿いにあった。校舎の老朽化により新築移転したのだが、跡地はグラウンドや宅地に転用されている。